# Huub Loontjens
Toussaint Joseph Hubert (Huub) Loontjens (Maastricht, 1 november 1906 – Amsterdam, 5 april 1979) was een Nederlands glazenier, mozaïekkunstenaar, schilder en tekenaar.

## Leven en werk
Loontjens was een zoon van de behanger Wilhelmus Hendricus Loontjens en Maria Josephina Veugen. Hij studeerde aan de Middelbare Kunstnijverheidsschool in Maastricht. Hij trouwde in 1935 met Maria Elisabeth Adriana (Marie) Wisman en verhuisde met haar naar Amsterdam. Hij vervolgde zijn opleiding aan de Rijksacademie in Amsterdam (1935-1942), waar hij les kreeg van Heinrich Campendonk (monumentale kunst) en Johannes Hendricus Jurres (tekenen). Van 1946 tot 1971 was Loontjens lector bij de monumentale afdeling van de Academie.
Loontjens maakte muurschilderingen, glas in lood, glas in beton en mozaïeken. Hij had een eigen atelier in Amsterdam, waar hij -samen met zijn vrouw- ook werk uitvoerde van Berend Hendriks. Hij gebruikte in zijn glazen weinig grisaille en een tweedimensionale stijl, hieruit blijkt de invloed van Campendonk. Werk dat Loontjens ontwierp voor buiten de Amsterdamse regio, liet hij uitvoeren bij het atelier van Willem Bogtman in Haarlem, Hubert Felix in Maastricht en de gebroeders Den Rooijen in Roermond.
Loontjens was lid van De Onafhankelijken, waarmee hij ook exposeerde, en het Algemeen Katholieke Kunstenaars Verbond.

## Werken (selectie)
- acht ramen (1942-1946) voor de Sint-Jozefkerk in Kerensheide
- Adam en Evaraam (1946) voor de Sint-Martinuskerk in Maastricht
- twee ramen (1947) voor de Sint-Petrus' Bandenkerk in Heer
- ramen met het Lam Gods en symbolen van de vier evangelisten (1949-1950) voor de Catharinakerk in Zoutelande
- negen ramen (1952) voor de Sint-Amanduskerk in Spouwen (België)
- muurschilderingen (1953) voor de kapel van Klooster Opveld in Heer.

## Afbeeldingen

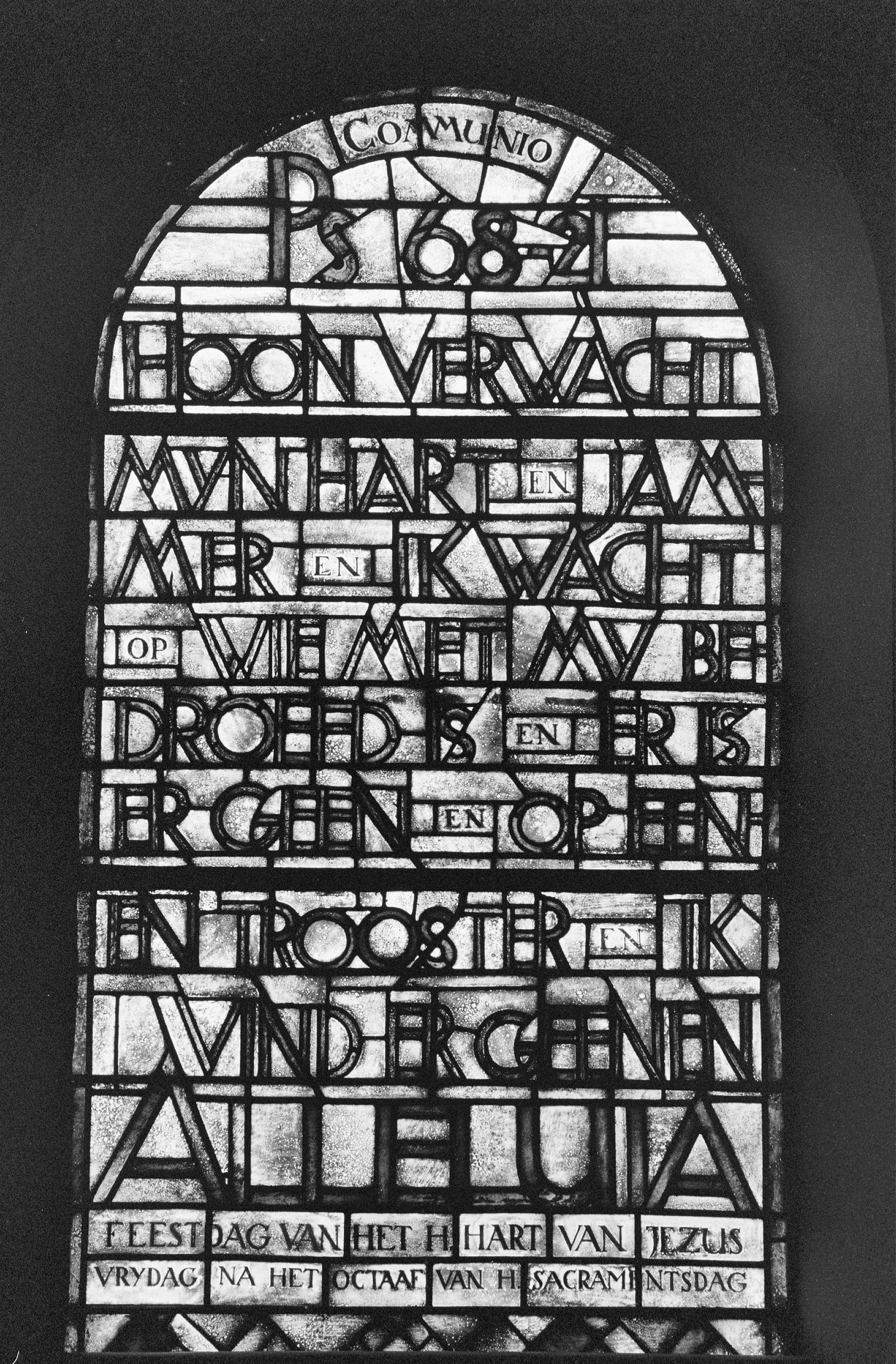
Sint-Petrus' Bandenkerk, Heer